# Альберт Віппер
Альберт Віппер (нім. Albert Wipper; 16 травня 1896, Уммендорф — ?) — німецький офіцер, фермер і сільськогосподарський політик, оберлейтенант резерву рейхсверу, унтерштурмфюрер СС. Кавалер Лицарського хреста Хреста Воєнних заслуг з мечами.

## Біографія
Навчався в сільськогосподарському училищі Марієнбурга. Після початку Першої світової війни 1 вересня 1914 року вступив добровольцем в 1-шу роту гвардійського єгерського батальйону Прусської армії. З 14 травня 1915 року — лейтенант резерву і офіцер роти. З липня 1915 року — ад'ютант батальйону. З вересня 1917 року служив в штабах різних полків. З 20 листопада 1918 по 4 січня 1919 року служив в прикордонній охороні «Схід». 20 травня 1920 року звільнений у відставку.
З 23 серпня 1923 року керував господарством свого батька. В листопаді 1932 року був обраний в Сільськогосподарську палату і призначений другим віцепрезидентом. З березня 1933 року — перший віцепрезидент і державний комісар Сільськогосподарської палати Саксонії-Ангальт. В 1934 році очолив 2-й головний відділ Державної фермерської асоціації провінції Саксонія. 12 вересня 1937 року вступив в СС (посвідчення №277 249) і був зарахований в Головне управління раси і поселення в Берліні. З 1940 року — генеральний регіональний радник провінції Саксонія. З 1941 року — начальник головного відділу Міністерства окупованих східних територій.

## Нагороди
- Залізний хрест 2-го і 1-го класу
- Почесний хрест ветерана війни з мечами
- Хрест Воєнних заслуг 2-го і 1-го класу з мечами
- Лицарський хрест Хреста Воєнних заслуг з мечами (1 листопада 1944)